# Vase à anse-étrier

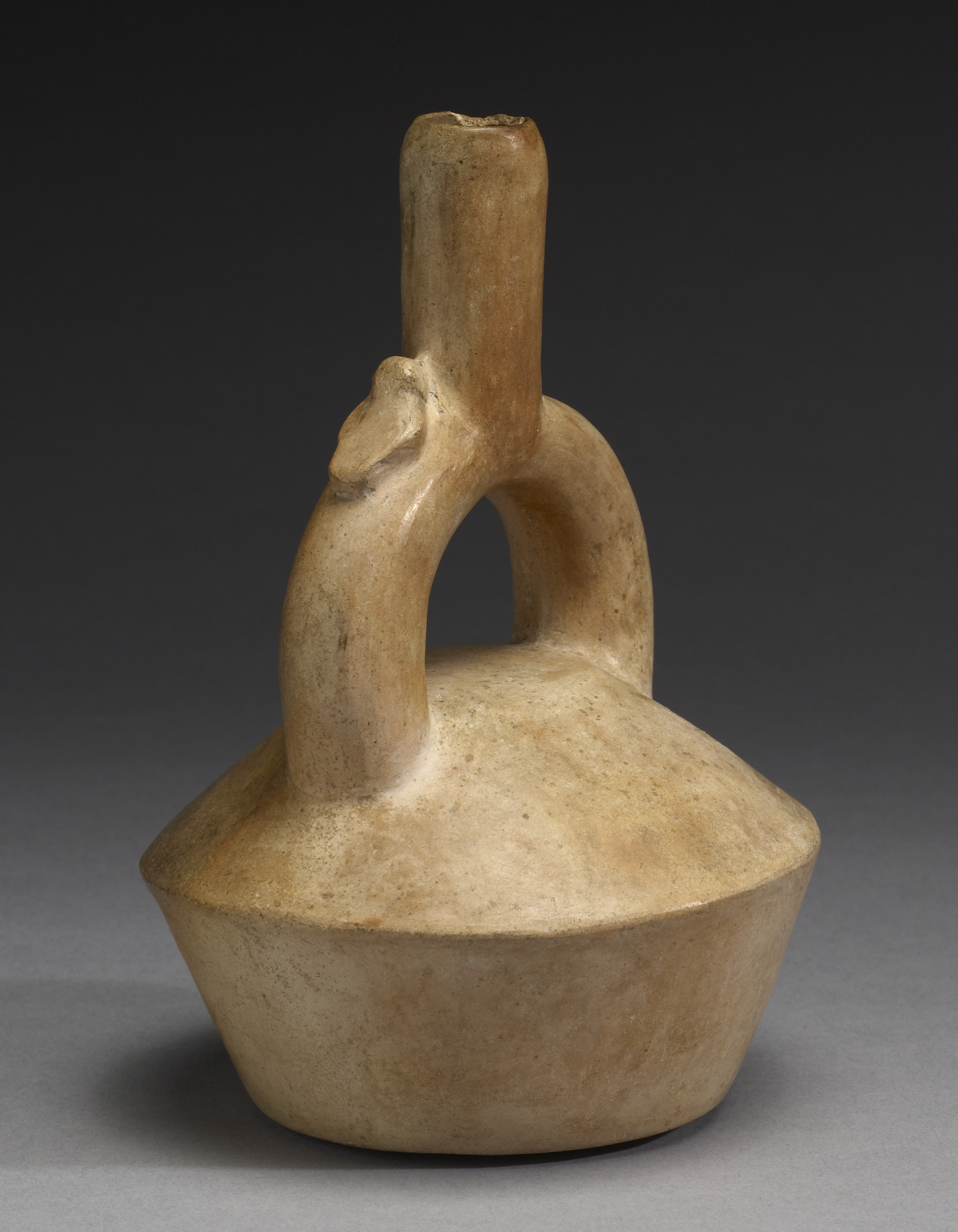
Sase à étriers Chimú, entre 1100 et 1550. Le Walters Art Museum.

Un vase à anse-étrier (ainsi appelé en raison de sa ressemblance avec un étrier) est un type de récipient en céramique commun à plusieurs cultures précolombiennes d'Amérique du Sud à partir du début du IIe millénaire avant notre ère.
Parmi ces cultures il y a celle de la civilisation de Chavin et celle des mochicas. Dans ces vases, la poignée qui part du haut de l'étrier fait partie du bec. Les bocaux, souvent figurés de manière élaborée, sont coulés à partir d'un moule, tandis que le bec de l'étrier est façonné à la main et soudé au récipient avec de la barbotine.

## Voir également
- Vase à double bec verseur, un autre type de récipient courant d'Amérique du Sud précolombienne.
- Pot à étrier, récipient portant le même nom d'origine méditerranéenne
- Félin rampant Moche

## Les références
- (en) Cet article est partiellement ou en totalité issu de l’article de Wikipédia en anglais intitulé « Stirrup spout vessel » (voir la liste des auteurs).

1. ↑  "Stirrup-spout bottle [Peru; Cupisnique] (1978.412.38)". In Heilbrunn Timeline of Art History. New York: The Metropolitan Museum of Art, 2000–. (October 2006) Retrieved 10 May 2009
2. ↑  "Seated figure bottle [Peru; Moche] (82.1.30)". In Heilbrunn Timeline of Art History. New York: The Metropolitan Museum of Art, 2000–. (October 2006) Retrieved 10 May 2009